# Perlotvorka mořská
Perlotvorka mořská (Pinctada margaritifera) dorůstá až do 30 cm a vyskytuje se převážně v Mexickém zálivu, jihovýchodním Indickém oceánu a západním Tichém oceánu. Perlotvorka začíná život jako samec a 2–2,5 roky později se změní na samici. Samice produkují miliony vajíček, která jsou náhodně oplozena a poté se z nich vylíhnou plovoucí larvy. Larvy procházejí mnoha stádii a zhruba po měsíci se z nich stanou dospělí nepohybliví jedinci. Tento druh je velice vyhledáván pro svou schopnost vytvářet perly a ojediněle i perly černé. Perlotvorka žije u písečných břehů. Na vnitřní straně lastury je perleť, ze které se tvoří perla.